# Powiat Nymburk
Powiat Nymburk (czes. Okres Nymburk) – powiat w Czechach, w kraju środkowoczeskim.
Jego siedziba znajduje się w mieście Nymburk. Powierzchnia powiatu wynosi 876,03 km², zamieszkuje go 85 408 osób (gęstość zaludnienia wynosi 97,50 mieszkańców na 1 km²). Powiat ten liczy 90 miejscowości, w tym 6 miast.
Od 1 stycznia 2003 powiaty nie są już jednostką podziału administracyjnego Czech. Podział na powiaty zachowały jednak sądy, policja i niektóre inne urzędy państwowe. Został on również zachowany dla celów statystycznych.

## Struktura powierzchni
Według danych z 31 grudnia 2003 powiat ma obszar 876,03 km², w tym:
- użytki rolne – 69,90%, w tym 92,06% gruntów ornych
- inne – 30,1%, w tym 57,17% lasów
- liczba gospodarstw rolnych: 504

## Demografia
Dane z 31 grudnia 2003:
| Opis        | Ogółem | Kobiety      | Mężczyźni    |
| ----------- | ------ | ------------ | ------------ |
| populacja   | 85 408 | 43839 51,33% | 41569 48,67% |
| średni wiek | 39,5   | 41,37        | 38,38        |

- gęstość zaludnienia: 97,50 mieszk./km²
- 55,22% ludności powiatu mieszka w miastach.

## Zatrudnienie
| Mieszkańcy ze stałym zatrudnieniem | 15 975       |
| Średnia pensja miesięczna          | 14 447 koron |
| Bezrobotni                         | 4071         |
| Stopa bezrobocia                   | 9,12%        |

## Szkolnictwo
W powiecie Nymburk działają:
| Rodzaj szkoły                   | Liczba szkół |
| ------------------------------- | ------------ |
| Przedszkola                     | 51           |
| Szkoły podstawowe               | 39           |
| Gimnazja                        | 3            |
| Szkoły średnie techniczne       | 5            |
| Szkoły średnie ogólnokształcące | 6            |
| Szkoły wyższe                   | 1            |

## Służba zdrowia
| Lekarze                               | 224 |
| Szpitale                              | 2   |
| Specjalistyczne ośrodki terapeutyczne | –   |
| Gabinety dentystyczne                 | 37  |
| Apteki                                | 16  |

## Miejscowości
Nazwy miast wytłuszczono.
- Běrunice
- Bobnice
- Bříství
- Budiměřice
- Černíky
- Čilec
- Činěves
- Dlouhopolsko
- Dobšice
- Dvory
- Dymokury
- Hořany
- Hořátev
- Hradčany
- Hradištko
- Hrubý Jeseník
- Chleby
- Choťánky
- Chotěšice
- Choťovice
- Chrást
- Chroustov
- Jíkev
- Jiřice
- Jizbice
- Kamenné Zboží
- Kněžice
- Kněžičky
- Kolaje
- Kostelní Lhota
- Kostomlátky
- Kostomlaty nad Labem
- Košík
- Kounice
- Kouty
- Kovanice
- Krchleby
- Křečkov
- Křinec
- Libice nad Cidlinou
- Loučeň
- Lysá nad Labem
- Mcely
- Městec Králové
- Milčice
- Milovice
- Netřebice
- Nový Dvůr
- Nymburk
- Odřepsy
- Okřínek
- Opočnice
- Opolany
- Oseček
- Oskořínek
- Ostrá
- Pátek
- Písková Lhota
- Písty
- Pňov-Předhradí
- Podiebrady
- Podmoky
- Přerov nad Labem
- Rožďalovice
- Sadská
- Sány
- Seletice
- Semice
- Senice
- Sloveč
- Sokoleč
- Stará Lysá
- Starý Vestec
- Straky
- Stratov
- Tatce
- Třebestovice
- Úmyslovice
- Velenice
- Velenka
- Vestec
- Vlkov pod Oškobrhem
- Vrbice
- Všechlapy
- Vykáň
- Záhornice
- Zbožíčko
- Zvěřínek
- Žehuň
- Žitovlice